# Demeter Károly (tanár)
Demeter Károly (Kolozsvár vagy Marosvásárhely, 1852 – Marosvásárhely, 1890. március 12.) bölcsészdoktor, református kollégiumi tanár, Erdély legjelentősebb mohakutatója. Botanikai szakmunkákban nevének rövidítése: „Demet.”.

## Élete
A középiskolát a kolozsvári református kollégiumban végezte 1870-ben. Ezután 1875-ig a bécsi egyetemen hallgatott természetrajzot, vegytant, bonc-, élet- és szövettant és más orvostudományi tárgyakat. 1873-tól 1875-ig ugyanott a vegytani tanszék mellett mint demonstrátor működött. 1877. április 7-én a marosvásárhelyi református elöljáróság meghívta a vegytani és természetrajzi tárgyak tanítására. Az 1877–1878-as iskolai év elején megkezdte előadásait. 1878. június 19-én megválasztották rendes tanárnak; év szeptember 14-étől 1880. szeptemberig az elöljárósági gyűlések jegyzője volt. 1880–1881-ben a kolozsvári egyetemen a természetrajzi előadásokat hallgatta, és e tárgyban tudományos kutatásokat végzett. 1881 júniusában bölcseleti doktori oklevelet nyert.
38 évesen, tüdővészben halálozott el.

## Munkássága
Erdély valamennyi érdekes területét átkutatva több mint húsz mohafajtát fedezett fel; gyűjteménye darabjai különböző erdélyi botanikai gyűjteményébe kerültek.
Alapító tagja volt az Erdélyi Múzeum-Egyesületnek, és tagja a Kolozsvári Orvos-Természettudományi Társulatnak.

## Munkái
- Az Urticaceák szövettanához, különös tekintettel a Boehmeria bilobára, írta Demeter Károly Marosvásárhelyi ev. ref. colleg. r. tanár. Két fényképnyomatú táblával. Kolozsvár. Nyom. K. Papp Miklós örök. 1881. 43 p.[8]
- Kézirata: Adatok a Székelyföld mohflórájához; a Magyar Tudományos Akadémiához adta be.
- Mintegy száz[4] cikke a Keletben (1871. Bécsi levelek), a Marosvásárhelyi ev. ref. kollegium Értesítőjében (1879. Miben áll a vegytannak, mint természettudománynak feladata. Székfoglalója), a Magyar Növénytani Lapokban (1881. Rosanoff-féle kristálycsoportok, 1885. Könyvismertetés, 1886. A magyar birodalom mohflórája), az Erdélyi Múzeum-Egyesület Orvos-Természettudományi Értesítőjében (1884–85. Bryologiai jegyzetek Erdélyből és könyvismertetés, 1886. Pussinia Helianthi Schwein.), a Hedwigiában (Lipcse, 1884. Entodon Transylvanius spec. nov.), a Természettudományi Közlönyben (1884–87. 1890. Az erdélyi mohokról, Az épületfagombáról), az Egyetértésben (1888. 143. sz. Egy múlt századbeli természettudós hazánkfia, Hedwig János) jelent meg.